# Makanza (Kongo)
Makanza oder Mankanza (ehemals niederländisch: Nieuw-Antwerpen, französisch: Nouvelle-Anvers, englisch: New Antwerp, deutsch: Neu Antwerpen) ist eine Ortschaft, Hauptort des Territoriums Makanza, in der Provinz Équateur in der Demokratischen Republik Kongo.

## Geographie
Sie befindet sich am rechten Ufer des Kongo und wird von der Straße RP309 nordöstlich der Provinzhauptstadt Mbandaka bedient.

## Geschichte
Der belgische Offizier und Forschungsreisende Pierre Ponthier gründete die Siedlung als Kolonialstation im Makanza Gebiet.
Die Ortschaft erhielt den Namen Bangala Station und zu Beginn des 20. Jahrhunderts Neu-Antwerpen oder Nieuw-Antwerpen. Makanza liegt auf halbem Weg zwischen Kinshasa und Kisangani und war bereits in den 1890er-Jahren ein europäischer Handelsposten und eine der wichtigsten Etappen der Expedition zur Rettung von Emin Pascha.

## Bevölkerung
- 2004: 15.482[3]
- 2012: 18.968